# 足助警察署
足助警察署（あすけけいさつしょ）は、愛知県警察が管轄する警察署の一つである。

## 所在地
- 愛知県豊田市岩神町仲田6-4

## 管轄区域
- 豊田市の中で旧東加茂郡の地域
  - 旧足助町、旧下山村、旧旭町、旧稲武町

## 沿革
- 1948年 : 旧警察法制定により、足助警察署が、国家地方警察の東加茂地区警察署に改組される。
- 1954年 : 愛知県警察発足で、東加茂地区警察署は、愛知県足助警察署となる。
- 2003年10月 : 設楽警察署の管轄だった稲武町が移管される。

## 組織
- 警務課
  - 警務係
  - 住民サービス係
  - 留置管理係
- 会計課
  - 会計係
- 生活安全課
  - 生活安全係
- 地域課
  - 地域総務係
  - 地域(第一係～第三係)
- 刑事課
  - 捜査係
- 交通課
  - 交通係
- 警備課
  - 警備係

## 交番
なし

## 駐在所
（ ）の中は所在地
- 明川駐在所（豊田市明川町向田1番地1）
- 東大島駐在所（豊田市東大島町トウノ前26番地2）
- 御蔵駐在所（豊田市御蔵町辻15番地3）
- 浅谷駐在所（豊田市浅谷町大屋550番地1）
- 槇本駐在所（豊田市槇本町落合12番地）
- 杉本駐在所（豊田市杉本町奥西山1番地1）
- 御所貝津駐在所（豊田市御所貝津町ス形21番地2）
- 夏焼駐在所（豊田市夏焼町シホヤマ24番地20）
- 阿蔵駐在所（豊田市阿蔵町仏供田72番地）
- 黒坂駐在所（豊田市黒坂町下平18番地2）
- 大沼駐在所（豊田市大沼町越田和37番地3）